# Logische Programmierung
Logische Programmierung (Prädikative Programmierung, Logikprogrammierung) ist ein Programmierparadigma, das auf der mathematischen Logik beruht. Anders als bei der imperativen Programmierung besteht ein Logik-Programm nicht aus einer Folge von Anweisungen, sondern aus einer Menge von Axiomen, welche hier als eine Ansammlung von Fakten oder Annahmen zu verstehen ist. Stellt der Benutzer eines Logik-Programms eine Anfrage, so versucht der Interpreter, die Lösungsaussage allein aus den Axiomen zu berechnen.
Dazu werden eine Menge von so genannten Regeln und Anweisungen, die der Syntax gemäß aufgebaut sind zusammen mit der Information, welche Lösungsmethode vorgesehen ist, in den Programmcode eingefügt. Logische Programmiersprachen gehören zu den deklarativen Programmiersprachen und haben ihre Ursprünge im Forschungsgebiet Künstliche Intelligenz.
In einem imperativen Programm wird genau beschrieben, wie und in welcher Reihenfolge ein Problem zu lösen ist. Im Gegensatz dazu wird in einem logikbasierten Programm beschrieben, was gilt. Das Wie ist durch die Lösungsmethode vorgegeben. Die Lösung wird aus den Regeln hergeleitet.
Die bekannteste logische Programmiersprache ist Prolog. Zu den Begründern der logischen Programmierung zählten in den 1970er Jahren Alain Colmerauer und Robert Kowalski.

## Erläuterungen
Die Syntax gibt an, wie Regeln geschrieben werden müssen, damit der Computer sie verwenden kann. Regeln sind Wenn-Dann-Aussagen und Fakten, die das Wissen zu einem Problemkreis beschreiben. Daneben gibt es spezielle Konstrukte, um die Lösungsmethode zu beeinflussen. Am bekanntesten ist die Rückwärtsabschneidung (engl. cut) in Prolog, womit z. B. Ausnahmeregeln modelliert werden.
Einem regelbasierten Programm kann man Fragen (engl. query) stellen, indem man ein Ziel (engl. goal) vorgibt. 
Die Lösungsmethode gibt vor, wie die Inferenzmaschine die Regeln interpretiert, um die Frage zu beantworten. In Prolog wird eine Tiefensuche (engl. depth first) mit Unifikation und Backtracking verwendet. Auch andere Methoden sind geeignet und werden je nach Anwendungsfall auch eingesetzt.

## Beispiel
Dieses Beispiel ist in natürlicher Sprache formuliert, um das Prinzip aufzuzeigen. 
Fakten:
Lucia ist die Mutter von Minna.
Lucia ist die Mutter von Klaus.
Minna ist die Mutter von Nadine.
Regel:
Falls X ist die Mutter von Y und Y ist die Mutter von Z Dann X ist die Großmutter von Z.
Frage/Ziel:
Wer ist die Großmutter von Nadine?
Antwort des Computers, Folgerung aus den Fakten und Regeln:
Lucia

## Einsatzgebiete
Typische Einsatzgebiete sind Simulatoren, Generatoren, sowie Systeme zur Diagnose und Prognose. Anwendungen der Logikprogrammierung finden sich in folgenden Bereichen:
- Künstliche Intelligenz
- Datenbanken
- Expertensysteme

Beispiele außerhalb der Informatik:
- Wirtschaft und Handel: Produktkonfigurator, Routenplaner, Marktsimulation (z. B. zur Preisfindung)
- Medizin: Diagnosesysteme
- Mathematik: Theorembeweiser und Theoremgeneratoren
- Naturwissenschaften: Auswerten und Abfragen geologischer und meteorologischer Datensammlungen, Simulatoren und Vorhersagesysteme für Wetter, Erdbeben und Wasserstände
- Technik: CAD, CAM
- Soziologie
- Psychologie
- Computerlinguistik: Maschinelles Übersetzen natürlicher Sprache, Erkennen und Verstehen gesprochener Sprache
- und viele weitere

Auf dem Gebiet der Informatik und Computertechnik:
- Computertechnik: Design und Simulation von Prozessoren und Schaltkreisen
- Compilerbau
- Computerspiele: „intelligentes“ Verhalten simulierter Mitspieler, Taktik, Strategie
- parallele Datenverarbeitung
- Dokumentenmanagement: Strukturierte Dokumente verarbeiten, Semantisches Web, XSLT
- Rapid Prototyping